# Tempel van Osiris-Chentiamentioe

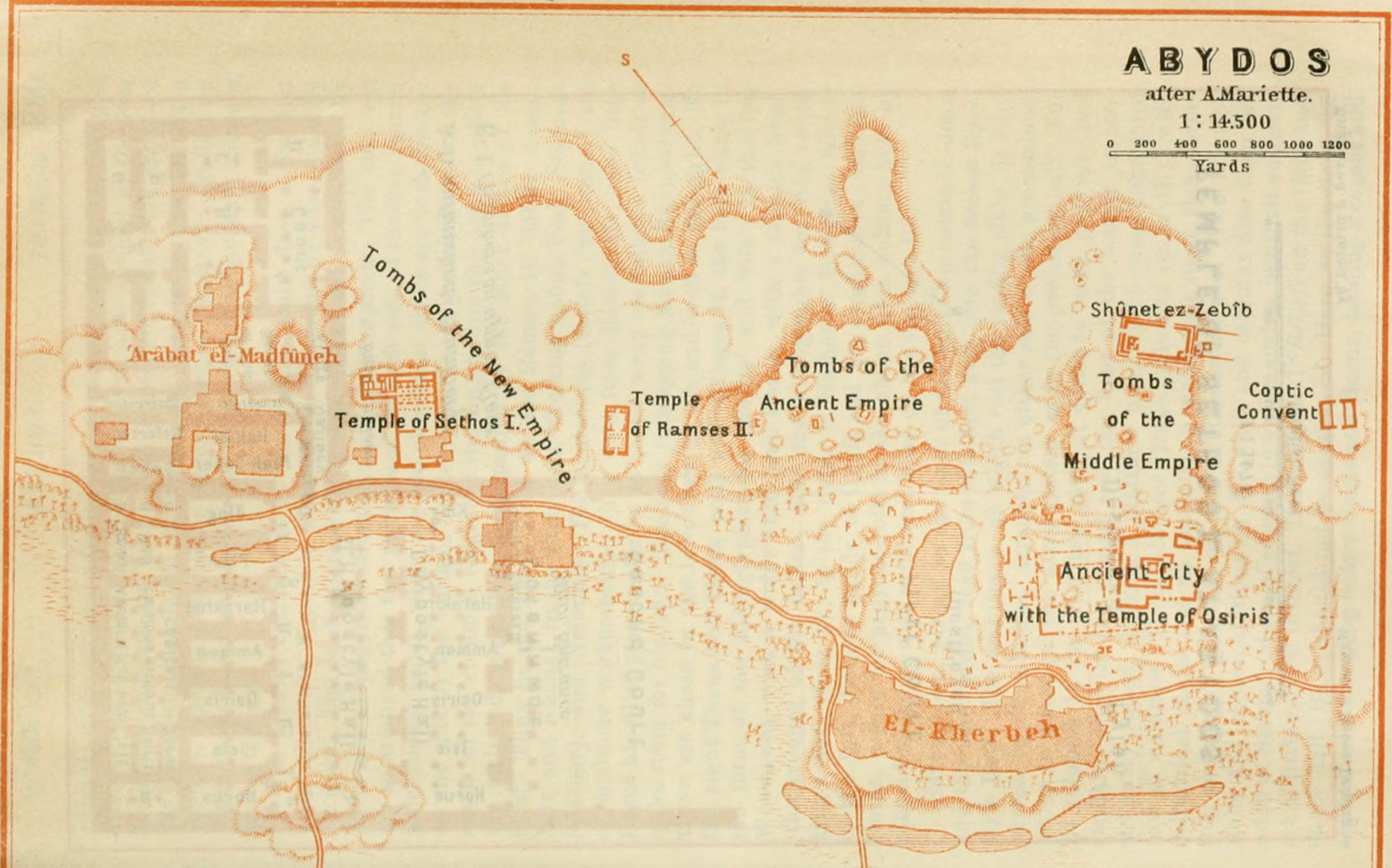
Plattegrond van Abydos, met rechtsonder de oude stad met de 'tempel van Osiris'.

De Tempel van Osiris-Chentiamentioe was een tempel in Abydos, Egypte gewijd aan Chentiamentioe en later aan Osiris. Momenteel is het een grafheuvel.

## Locatie
De plaats waar de tempel heeft gestaan is in het noorden van Abydos, de grafheuvel heet tegenwoordig Kom El-Sultan.
In de buurt van de tempel van Osiris-Chentiamentioe bevinden zich een aantal historische bouwwerken zoals: de Shunet el-Zebib, de diverse (rituele) omheiningen van de koningen van de 1e en 2e dynastie van Egypte, de Osiris-tempel uit de 30e dynastie, een ka-tempel van Amasis, de Portaaltempel van Ramses II en een koptisch klooster Deirr Sitt Damiana.
De meeste bouwwerken zijn verdwenen onder de bebouwing van huizen van de moderne Egyptenaren.

## Ontdekking
Het gebied (Kom el Sultan) werd in 1900 door William Flinders Petrie ontdekt. Hij ontdekte ook een oud-Egyptische stad van dynastie 0 t/m 2e dynastie werd bewoond.
Bij opgravingen zijn een aantal artefacten gevonden waaronder een scherf van Hor-Aha, een beeldje van farao Cheops en beelden van dieren.

## De tempel
In de loop van de 3000 jaar zijn er verschillende tempels gebouwd en gewijd aan Chentiamentioe-Osiris. De eerste tempel werd gebouwd in de vroeg-dynastieke periode en aan de laatste werd gebouwd in de Grieks-Romeinse periode. De tempel werd gebouwd uit baksteen, behalve de deuropeningen die uit steen werden vervaardigd. De grote lemen muren, die het gebied ommuren, stammen uit de 30e dynastie en zijn vervaardigd door Nectanebo II. Het gevolg van de lemen muren is dat de tempel al snel een ruïne werd. De tempel werd hergebruikt door de dorpelingen als vulling voor huizen of als kunstmest.
In het Oude Rijk werd de tempel meerdere keren herbouwd. Vanaf de 5e of 6e dynastie werd de god Chentiamentioe geassimileerd door Osiris. In de Eerste Tussenperiode werd de tempel met rust gelaten. Egypte werd verenigd door Mentoehotep II, hij en zijn opvolger (Mentoehotep III) bouwden daar een Ka-tempel, hij noemde de omgeving de tempel van Osiris-Chentiamentioe. 
Vanaf het Middenrijk werd het de tempel van Osiris. Het gebied was een belangrijk cultuscentrum voor de god Osiris.

### Bouwgeschiedenis

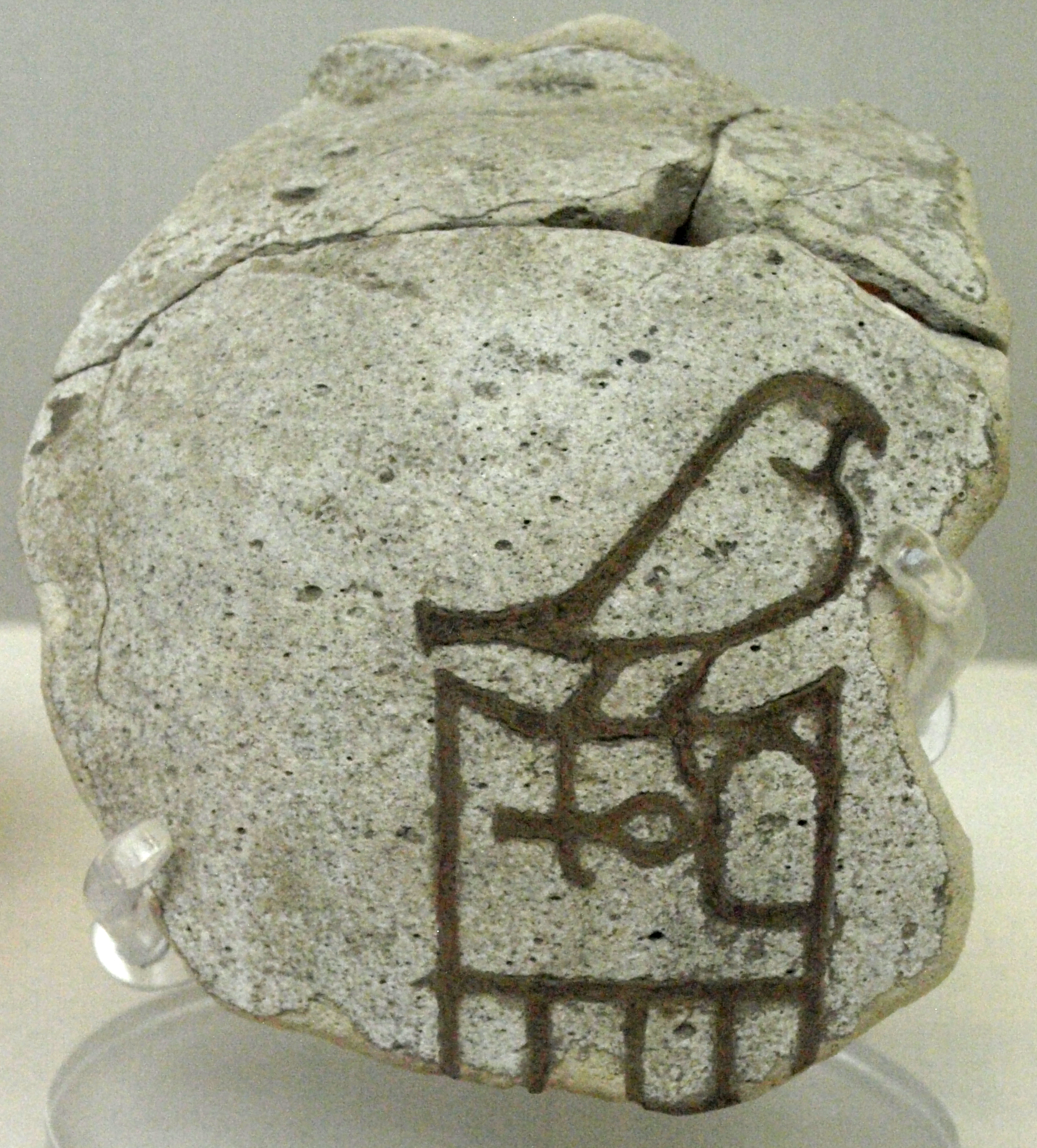
Geglazuurde vaas van Hor-Aha

Achtereenvolgend vanaf de eerste dynastie tot aan de 26e dynastie zijn er negen of tien tempels gebouwd op de plek in Abydos.
De eerste was alleen een omheining van 9,1 meter x 15,2 meter, omringd door een dunne muur van ongebakken baksteen. De tweede tempel werd gebouwd aan de muur van de eerste tempel, het mat 12 meter en werd gebouwd in een muur van 3.0 meter dik. Een buitenste omheiningsmuur omgeeft het terrein. Deze buitenste muur werd dikker gemaakt in de 2e of 3e dynastie. De oude tempel was volledig verdwenen in de 4e dynastie, een kleiner gebouw werd gebouwd achter de oude tempel, omgeven door een stookplaats van zwarte as. Aardewerken modellen van de offerandes werden gevonden in de as, afgekondigd door Choefoe (of Cheops) in zijn tempelhervormingen.

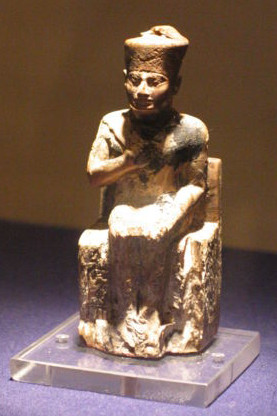
Beeldje van Choefoe of Cheops

Vanaf een onduidelijke datum werd een opruiming van de tempeloffers uitgevoerd. Daarbij werd een kamer ontdekt waarin een verzameling werd aangetroffen van fijne ivoor houtsnijwerk en  geglazuurde figuren en tegels uit de eerste dynastie. Een vaas van Menes met purperen hiërogliefen ingelegd met groen glazuur en tegels met afbeeldingen in reliëf behoort tot de belangrijkste stukken. Het edele beeldje van Cheops in ivoor werd gevonden in de stenen kamer van de tempel, het is het enige portret van de farao.
De tempel werd volledige herbouwd door Pepi I in de 6e dynastie, ditmaal werd de tempel ook op een grotere schaal gebouwd. Zijn tempel mat 12 meter bij 15 meter, met stenen poorten voor en achter, waaruit blijkt dat het een processietempel was geworden.
In de 11e dynastie voegde Mentoehotep I een zuilengang en altaren toe. Mentoehotep II herbouwde de tempel. Hij legde een stenen bestrating om de tempel heen (14 vierkante meter) en voegde diverse kamers toe. In de 12e dynastie legde Senoeseret I massieve fundamenten van steen over de stoep van zijn voorganger. Een groot Temenos werd aangelegd met daarin een veel groter gebied en de nieuwe tempel was ongeveer drie keer groter dan de eerdere.
De bouwheren zijn: 
- de meeste koningen van het Oude Rijk (waaronder Pepi I),
- Middenrijk: (Senoeseret I,Senoeseret II, Amenemhat III),
- Tweede Tussenperiode: (Neferhotep I, Chendjer, Sobekhotep IV),
- Nieuwe Rijk: (Amenhotep I, Thoetmoses III, Amenhotep III),
- Late periode: (Amasis, Nectanebo I).[3][6]